# Mastering à demi-vitesse
 (mars 2025).
Le mastering à demi-vitesse est une technique qui peut être utilisée lors de la gravure des laques acétate à partir desquelles sont produits les disques phonographiques. Le plateau de gravure tourne à la moitié de sa vitesse habituelle (162⁄3 tours pour les disques 331⁄3 tours par minute) tandis que le signal à enregistrer est envoyé à la tête de gravure à la moitié de sa vitesse de lecture normale.
Cette technique est généralement utilisée pour améliorer le retour de haute fréquence du disque terminé. En réduisant de moitié la vitesse lors de la gravure, les très hautes fréquences difficiles à graver deviennent beaucoup plus faciles à graver puisqu'elles sont désormais des fréquences moyennes.
Mobile Fidelity Sound Lab a utilisé le mastering à demi-vitesse pour les LP de sa série Original Master Recording.